# モンタナ州 (ブルガリア)

モンタナ州
Област Монтана

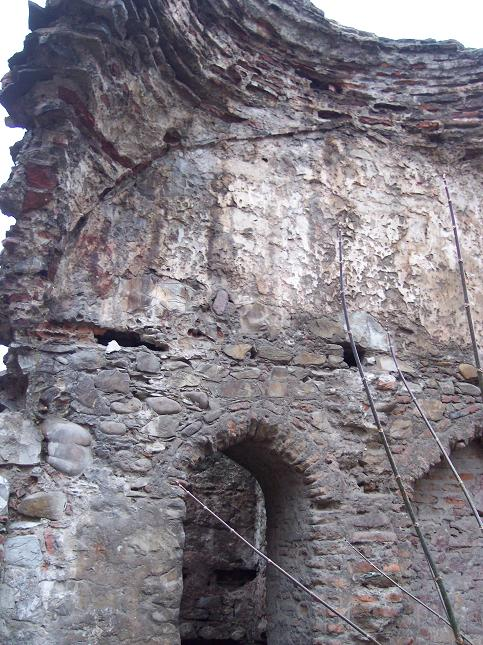
モンタナ市にあるオスマン帝国統治時代のハマム跡。

モンタナ州（モンタナしゅう、ブルガリア語: Област Монтана, ラテン文字転写: Oblast Montana）はブルガリア北西部に位置する州。州都はモンタナ。

## 基礎自治体

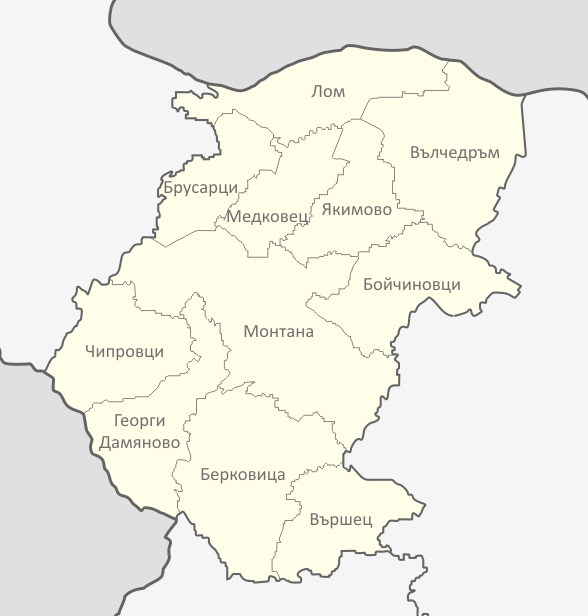
モンタナ州の基礎自治体

- ベルコヴィツァ（Берковица、Berkovitsa）
- ボイチノヴツィ（Бойчиновци、Boychinovtsi）
- ブルサルツィ（Брусарци、Brusartsi）
- チプロフツィ（Чипровци、Chiprovtsi）
- ゲオルギ・ダミャノヴォ（Георги Дамяново、Georgi Damyanovo）
- ロム（Лом、Lom）
- メトコヴェツ（Медковец、Medkovets）
- ヴルチェドルム（Вълчедръм、Valchedram）
- ヴルシェツ（Вършец、Varshets）
- ヤキモヴォ（Якимово、Yakimovo）
- モンタナ（Монтана、Montana） - 州都

モンタナは、19世紀末にフェルディナントにちなんでフェルディナンド（Ferdinand）と改称される以前の名はクトロヴィツァ（Kutlovitsa）であった。戦後、共産党体制の支配下でミハイロヴグラト（Mihaylovgrad）改称され、民主化された後の1993年に古代ローマ帝国時代の名称モンタネンシウム（Montanensium）にちなんでモンタナと改称された。

## 地理
モンタナ州の南側および西側はバルカン山脈の西の終わりの近くであり、標高が高い。一方北部にはドナウ川が流れており、平地が広がっている。ドナウ川はルーマニアとの国境となっており、川を挟んで北はルーマニアとなっている。北西でヴィディン州、東にヴラツァ州と接し、南はソフィア州である。また、西はセルビアとの国境となっている。州都のモンタナは州の中央部、ドナウ平原とバルカン山脈の境界付近にある。ドナウ川沿いの町ロムには川に向かって港が築かれている。

## 人口
ブルガリア各州のなかでもロマの人口比率が高い。総人口は2003年現在182,258人であり、うち86.4%はブルガリア人、12.5%がロマである。